# Jan Truhlář
Jan Truhlář (Radotín, 20 maggio 1913 – 6 ottobre 1982) è stato un calciatore cecoslovacco, di ruolo centrocampista.

## Carriera

### Nazionale
Il 18 ottobre 1936 debutta contro l'Ungheria (5-2). Il 13 dicembre seguente gioca la sua ultima partita in Nazionale, contro l'Italia (2-0).